# Euplectes axillaris
Euplectes axillaris е вид птица от семейство Ploceidae.

## Разпространение
Видът е разпространен в Ангола, Ботсвана, Бурунди, Етиопия, Замбия, Зимбабве, Камерун, Демократична република Конго, Република Конго, Кения, Малави, Мали, Мозамбик, Намибия, Нигер, Нигерия, Руанда, Сомалия, Судан, Свазиленд, Танзания, Уганда, Централноафриканската република, Чад, Южна Африка и Южен Судан.